# Munkás Athenaeum
Munkás Athenaeum – a munkásegységfront kulturális szervezete Kolozsvárt. Az SZDP betiltása után alakult a királyi diktatúra idején, 1938-ban. Bruder Ferenc és Pásztai Géza játszott szerepet létrejöttében, elnöke Gheorghe Ursică nyomdász. Szellemi irányító magyar részről Jordáky Lajos, román részről Vasile Pogăceanu.
Több más athenaeum mintájára a Munkás Athenaeum irodalmi gyűléseket szervezett szakszervezeti otthonokban, így József Attila-estet, Coșbuc-estet, közös Ady-Eminescu-ünnepséget s egy nagyarányú Petőfi-emlékestet, utóbbit a Magyar Színházban.
A bőrösöknél, vasasoknál, építőknél, magánalkalmazottaknál lezajlott rendezvények az írók és a munkásság közös állásfoglalását fejezték ki a szélsőjobb fenyegette kultúra védelmében. A legtevékenyebb tagozat gyermeksegélyezési és egészségügyi előadásokkal hálózta be Kolozsvár külvárosait.
A Munkás Athenaeum keretében működött az írók munkaközössége. Tagjai (köztük Asztalos István, Balla Károly, Brassai Viktor, Józsa Béla, Korvin Sándor, Kovács Katona Jenő, Nagy István, Salamon László). A Korunk, a szociáldemokrata Előre, a Brassói Lapok, a Független Újság és a nagyváradi Friss Újság hasábjain jelentették meg a szélsőjobboldal-ellenes írásaikat. 
Az írói munkaközösség adta ki az 1939-es és 1940-es munkásnaptárakat, 1939-ben Józsa Béla tanulmányát Petőfiről és az 1848-as forradalomról, Jordáky Lajos füzetét a francia forradalomról és Spanyolország c. társadalompolitikai munkáját (Kv. 1939), valamint Nagy István Vékony az ajtó c. novelláskötetét (Kolozsvár, 1940).
1940-ben a Munkás Athenaeum működését betiltották. Utóda 1944 után a Józsa Béla Athenaeum.